# Country Dance
Pour la danse, voir Country dance.
Pour plus de détails, voir Fiche technique et Distribution.
Country Dance est un film britannico-américain de J. Lee Thompson sorti en 1970.

## Synopsis
Après avoir quitté son mari, Hilary emménage avec son frère déséquilibré, Pink, qui utilise son esprit et son humour pour cacher ses désirs amoureux obsessionnels envers elle.

## Fiche technique
- Titre original : Country Dance
- Autre titre :  Brotherly Love
- Réalisation : J. Lee Thompson
- Scénario : James Kennaway, d'après son roman Household Ghosts et sa pièce de théâtre Country Dance
- Direction artistique : Maurice Fowler
- Costumes : Yvonne Blake
- Photographie : Ted Moore
- Montage : Willy Kemplen
- Son : Jim Groom, Gerry Humphreys, Simon Kaye
- Musique : John Addison
- Production : Robert Emmett Ginna, Denis Johnson
- Sociétés de production : Keep Films, Metro-Goldwyn-Mayer, Windward
- Société de distribution : Metro-Goldwyn-Mayer
- Pays de production :  Royaume-Uni et  États-Unis
- Langue : anglais
- Format : Couleur (Metrocolor) - 35 mm (Eastman 100T 5254) - 1,66:1 - son mono
- Genre : Drame
- Durée : 112 minutes
- Dates de sortie : 
  - États-Unis : 22 avril 1970
  - Royaume-Uni : mars 1970

## Distribution
- Peter O'Toole : Sir Charles Ferguson
- Susannah York : Hilary Dow
- Michael Craig : Douglas Dow
- Harry Andrews : le brigadier Crieff
- Cyril Cusack : le docteur Maitland
- Robert Urquhart : le commissaire-priseur
- Judy Cornwell	: Rosie
- Brian Blessed : Jack Baird
- Mark Malicz : Benny-the-Pole
- Jean Anderson : l'infirmière en chef
- Lennox Milne : Miss Mailer
- Helena Gloag : Tatie Belle
- Marjorie Dalziel : Bank Lizzie
- Marjorie Christie : Bun Mackenzie
- Rona Newton-John : Miss Scott
- Roy Boutcher : James McLachlan Forbes
- Peter Reeves : Smart Alec
- Paul Farrell : Alex-the-Gillie
- Helen Norman : la cuisinière
- Bernadette Gallagher : Ina
- Maura Keeley : la mère d'Ina
- John Kelly : le père d'Ina
- Clare Mullen : la deuxième barmaid
- Alex McAvoy : Andrew
- John Molloy : le fermier mince
- Geoffrey Golden : le fermier barbu
- John Shedden : le fermier roux
- Harry Jones : le petit fermier
- Mary Larkin : l'amie d'Hilary
- Eamon Keane : Fred-who-is-Bob
- Frances de la Tour : l'infirmière
- Patrick Gardiner : le conducteur de l'ambulance
- Desmond Perry	: l'officier de santé
- Ewan Roberts : un membre du comité